# Pavel banya (obchtina)
Pavel banya (bulgare : Павел Баня) est une obchtina de l'oblast de Stara Zagora en Bulgarie.

## Événements

### La Fête de la rose et de l’eau minérale

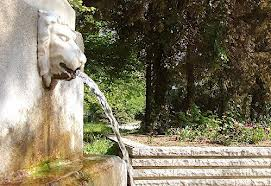
Eau minerale

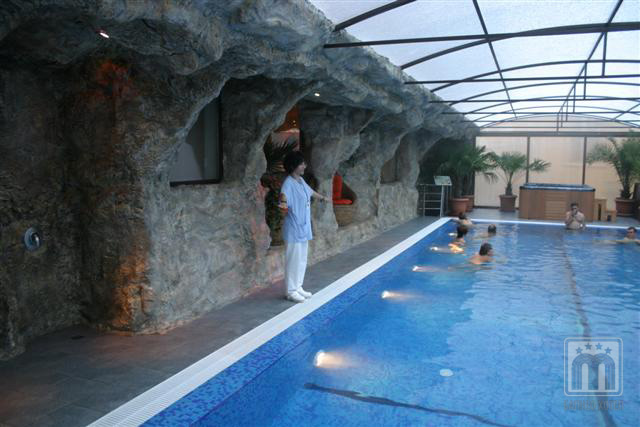
Eau minerale

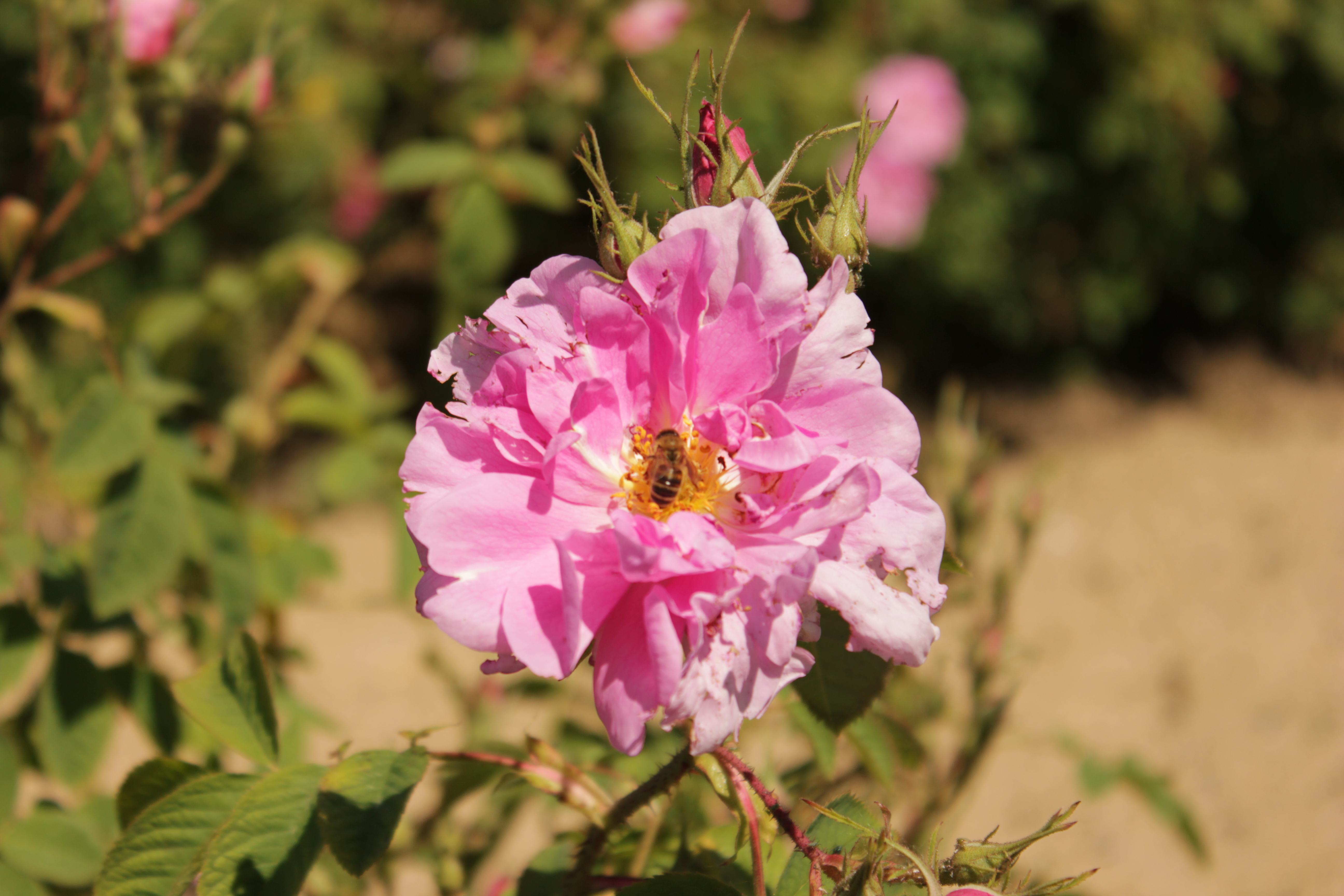
Rosa sect. Gallicanae

En 2005, on a renouvelé la tradition de l’organisation de la Fête de la Rose (Rosa sect. Gallicanae) et de l’eau minérale – une combinaison unique des vieilles traditions et du présent. Il a lieu pendant la deuxième semaine du mois de juin, et il attire de nombreux touristes du pays et de l’étranger. Un festival folklorique international a lieu ici, pendant lequel les traditions et la richesse culturelle des différents peuples se rencontrent, et chaque ville de la municipalité a la possibilité de présenter ses culture et vie quotidienne unique, qui ont été préservés pendant des siècles, et ensuite une marche de tous les participants dans la fête commence dans les rues, avec tous les ensembles de kukeri de la région. C’est une tradition pendant la Fête de la rose de choisir un Renne de la rose et un Roi de l’eau minérale, qui se présenteront à tous les événements pendant la fête. Les rituels de cueillette et d’ébullition de la rose sont présentés, avec des moyens traditionnels et modernes.

### Festival de kukeri "Le carnaval"
À Pavel Banya, cette fête a lieu pendant la semaine Sirna, et les natives l’appellent "Le carnaval", et les kukeri sont appelés "Starci". Les jeux des kukeri sont une tradition qui a lieu avant le printemps. Pendant des siècles, à la fin de l’hiver ces jeux ont été attendus avec très grande impatience. L’histoire ne connaît pas l’année exacte de la naissance des jeux des kukeri, mais leur début se trouve quelque part dans le passé lointain païen. Avec les rituels des kukeri, les gens dans le passé ont essayé avec la magie d’influencer la nature, en croyant que le plus haut les kukeri sautent, une meilleure année ils auront en ce qui concerne l’agriculture, et il faut entendre le bruit des cloches, pour qu’elles puissent faire disparaitre les mauvais esprits et les maladies. Pendant le "Carnaval", les kukeri sont rejoints par d’autres personnages comme "la jeune mariée". "le jeune marié", "le dever", "le gitan", qui tient un faisceau, "la gitane", qui tient un enfant, fait par des tissus – selon la légende folklorique il dispose d’une force magique qui nous donne de la santé et de la fertilité.

### Festival annuel des jeux de mascarade "Starci à Touria"
Il a lieu à la fin du mois de mars, au village de Touria, pendant les jours de Chudomir. Pour pouvoir préserver et populariser les traditions bulgares, pendant cette journée des ensembles de kukeri de la municipalité Pavel banya et de la région font des jeux,.

### Les jours de Choudomir

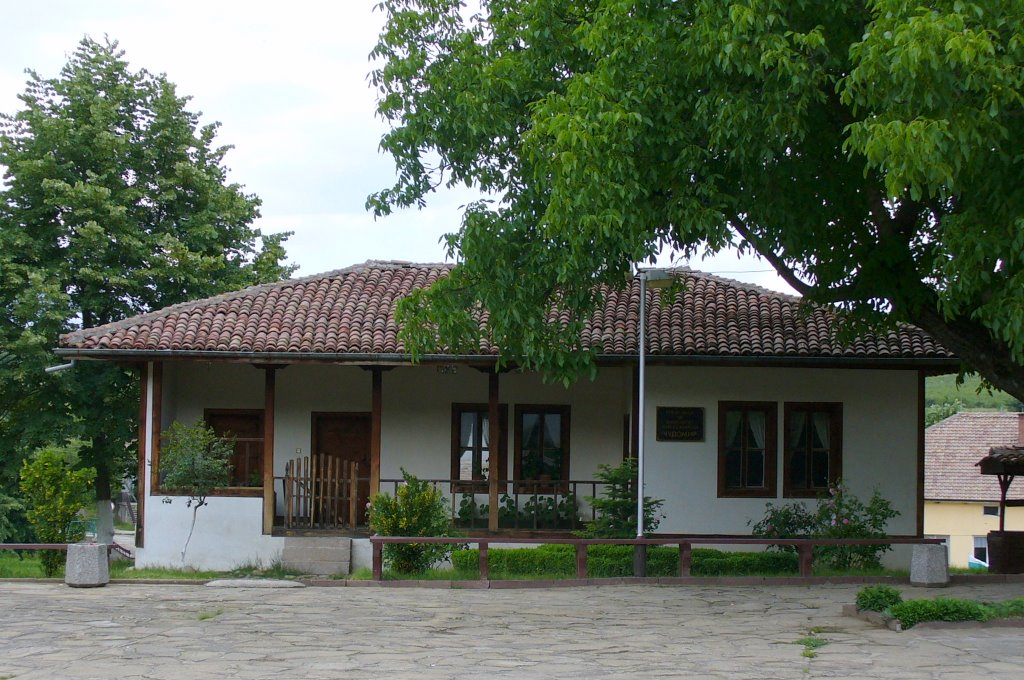
La maison de Choudomir, Touria.

Ils ont lieu pendant la dernière semaine du mois de mars pour fêter la naissance de l'écrivain Dimitar Hristov Chorbadzhiyski, alias Choudomir. On organise des dramatisations selon les contes de Choudomir, des expositions sur lui, des concerts, etc.

## Monuments touristiques

### La maison de Janne, village Gabarevo
Dans la maison de Janane au village Gabarevo, l’Apôtre de la liberté Vassil Levski créa un comité révolutionnaire local en 1869. Depuis 1992, le Comité bulgare "Vassil Levski" et la municipalité de Pavel Banya organisent chaque année dans cette maison le 18 juillet une célébration de l’anniversaire de l’Apôtre, et pendant l’été, on y organise des présentations de livres. Elle a été nommée musée de la culture et est ouverte pour les touristes. Dans la maison il y a une exposition permanente d’art.

### Maison natale de Choudomir, village de Touria
Le village de Touria est le village natal du père de l’humour bulgare – l’écrivain et l’artiste Choudomir. Aujourd’hui, la maison natale de Choudomir est ouverte pour les visiteurs. Il y a des expositions, qui nous montrent la vie et l’art de l’écrivain-artiste et une galerie de peintures. L’exposition dans le bâtiment à côté contient des manuscrits originaux, des documents personnels, des photos, des objets et des notes d’écrivains bulgares, d’artistes et d’autres. La galerie de peinture nous rencontre avec les dessins incomparables du monde de Choudomir.

### Distillerie «complexe etnographique Damascena», village de Skobelevo
Dans la distillerie fonctionnante « Damascena », chaque visiteur peut voir la production des huiles essentielles avec des technologies moderne, ou bien avec les technologies qui ont été utilisées il y a 300 ans. Ensuite, il a la possibilité de sentir les huiles essentielles différentes, apprendre leurs différences, faire un tour de l’exposition au musée de production de l’Huile essentielle de rose, ou bien l’exposition ethnographique d’artisanats anciens, typiques pour ce coin.

### Source
1. ↑  (bg) « Община Павел Баня », sur pavelbanya.bg (consulté le 11 avril 2023).
2. ↑  (en) « 404 - 对不起，您查找的页面不存在！ », sur dobrinite.com (consulté le 11 avril 2023).
3. ↑  (bg) « Кукерският фестивал “Старци в Турия“ събира над 800 участници / Новини от Казанлък », sur Kazanlak.Com (consulté le 26 septembre 2020).
4. ↑  (bg) « Кога започват “Чудомировите празници” в Павел баня? », sur pavelbanya.info (consulté le 11 avril 2023).
5. ↑  erogance media, « Етнографска къща-музей Чудомир », sur bulgariatravel.tv (consulté le 11 avril 2023).
6. ↑  (bg) « Начало - Damascena », sur Damascena (consulté le 26 septembre 2020).